# Championnat de France de football américain 2014
Navigation
Saison 2013 Saison 2015
Le championnat de France de football américain 2014, appelé Casque de diamant 2014, est la 33e saison du championnat de France de football américain. Elle met aux prises neuf équipes réparties en deux poules géographiques (Nord et Sud), qui s'affrontent lors de la saison régulière, chaque équipe jouant huit matches. Les quatre premières équipes à l'issue de la saison régulière s'affrontent en play-off pour désigner le Champion de France 2014.

## Déroulement du championnat

### Équipes participantes
Le championnat compte neuf clubs répartis en deux poules géographiques Nord et Sud de respectivement cinq et quatre clubs. Les clubs participants sont les quatre premières équipes de la poule Nord (Flash de La Courneuve, Templiers d'Élancourt, Molosses d'Asnières, Cougars de Saint-Ouen-l'Aumône) et les trois premières équipes de la poule Sud de la saison régulière 2013 (Dauphins de Nice, Black Panthers de Thonon, Kangourous de Pessac), le vainqueur du barrage entre le dernier de la poule Nord de la saison régulière 2013 et le vainqueur de la poule Nord du casque d'or (Météores de Fontenay), et le vainqueur du barrage entre le dernier de la poule Sud de la saison régulière 2013 et le vainqueur de la poule Sud du casque d'or (Centurions de Nîmes).
T Tenant du titre.
P Promu de Division 2.
| Équipe                         | Montée | Titres | Saisons | Entraineur            |
| ------------------------------ | ------ | ------ | ------- | --------------------- |
| Cougars de Saint-Ouen-l'Aumône | 2000   | 0      | 14      | Xavier Mas            |
| Flash de La Courneuve          | 1985   | 9      | 28      | Patrick Cark          |
| Météores de Fontenay P         | 2013   | 0      | 13      | Jean-Philippe Dinglor |
| Molosses d'Asnières            | 2011   | 0      | 13      | Jerôme Dondey         |
| Templiers d'Élancourt          | 2012   | 0      | 14      | Emmanuel Charret      |

| Équipe                     | Montée | Titres | Saisons | Entraineur             |
| -------------------------- | ------ | ------ | ------- | ---------------------- |
| Black Panthers de Thonon T | 2004   | 1      | 14      | Larry Legault          |
| Centurions de Nîmes P      | 2013   | 0      | 1       | Bavuong Souphanthavong |
| Dauphins de Nice           | 2007   | 0      | 7       | Dick Bergstrom         |
| Kangourous de Pessac       | 2012   | 0      | 2       | Alexandre Pré          |

### Formule
Toutes les équipes se rencontrent une fois. Chaque équipe joue huit matches, quatre à domicile et quatre à l'extérieur.
Les équipes qui terminent la saison régulière aux quatre premières places jouent les demi-finales, les deux équipes les mieux classées recevant le match à domicile.
Les équipes qui terminent 4e des poules Nord et Sud jouent un match de barrage respectivement contre le vainqueur de la poule Nord de division 2 et le vainqueur de la poule Nord de division 2.
L'équipe qui termine 5e de la poule Nord est relégué en division 2.
Les points sont répartis comme suit :
- Victoire 3 points
- Nul 2 points
- Défaite 1 point
- Forfait 0 point

## Saison régulière

### Classement général
| Rang | Équipe                         | Pts | J    | G | N | P | Bp  | Bc  | Diff |
| ---- | ------------------------------ | --- | ---- | - | - | - | --- | --- | ---- |
| 1    | Black Panthers de Thonon       | 23  | 8    | 7 | 1 | 0 | 290 | 149 | +141 |
| 2    | Flash de La Courneuve          | 19  | 8    | 5 | 1 | 2 | 246 | 144 | +102 |
| 3    | Molosses d'Asnières            | 18  | 8    | 5 | 0 | 3 | 218 | 176 | +42  |
| 4    | Dauphins de Nice               | 18  | 8    | 5 | 0 | 3 | 231 | 160 | +71  |
| 5    | Cougars de Saint-Ouen-l'Aumône | 18  | 8    | 5 | 0 | 3 | 312 | 198 | +114 |
| 6    | Templiers d'Élancourt          | 17  | 8(1) | 5 | 0 | 2 | 211 | 121 | +90  |
| 7    | Centurions de Nîmes            | 12  | 8    | 2 | 0 | 6 | 143 | 234 | -91  |
| 8    | Kangourous de Pessac           | 10  | 8    | 1 | 0 | 7 | 82  | 349 | -267 |
| 9    | Météores de Fontenay           | 8   | 8    | 0 | 0 | 8 | 62  | 264 | -202 |

(1) Dont un forfait. Malgré leur victoire 39 à 35 face aux Cougars de Saint-Ouen-l'Aumône sur le terrain, les Templiers d'Élancourt sont déclarés forfait pour avoir fait jouer un joueur non autorisé.

### Classement par poule
| Rang | Équipe                         | Pts | J | G | N | P | Bp  | Bc  | Diff |
| ---- | ------------------------------ | --- | - | - | - | - | --- | --- | ---- |
| 1    | Flash de La Courneuve          | 19  | 8 | 5 | 1 | 2 | 246 | 144 | +102 |
| 2    | Molosses d'Asnières            | 18  | 8 | 5 | 0 | 3 | 218 | 176 | +42  |
| 3    | Cougars de Saint-Ouen-l'Aumône | 18  | 8 | 5 | 0 | 3 | 312 | 198 | +114 |
| 4    | Templiers d'Élancourt          | 17  | 8 | 5 | 0 | 2 | 211 | 121 | +90  |
| 5    | Météores de Fontenay           | 8   | 8 | 0 | 0 | 8 | 62  | 264 | -202 |

| Rang | Équipe                   | Pts | J | G | N | P | Bp  | Bc  | Diff |
| ---- | ------------------------ | --- | - | - | - | - | --- | --- | ---- |
| 1    | Black Panthers de Thonon | 23  | 8 | 7 | 1 | 0 | 290 | 149 | +141 |
| 2    | Dauphins de Nice         | 18  | 8 | 5 | 0 | 3 | 231 | 160 | +71  |
| 3    | Centurions de Nîmes      | 12  | 8 | 2 | 0 | 6 | 143 | 234 | -91  |
| 4    | Kangourous de Pessac     | 10  | 8 | 1 | 0 | 7 | 82  | 349 | -267 |

### Résultats
| Résultats (dom.\ext.)                                      | Panth. | Centu. | Coug. | Daup. | Flash. | Kang. | Météo. | Molos. | Temp. |
| Black Panthers                                             |        |        | 39-37 |       |        | 52-7  |        | 37-27  | 28-20 |
| Centurions                                                 | 7-27   |        |       | 19-26 | 14-26  |       | 34-8   |        |       |
| Cougars                                                    |        | 62-37  |       |       | 73-0   | 39-24 |        | 21-30  |       |
| Dauphins                                                   | 25-33  |        | 48-34 |       | 32-29  | 52-0  |        |        |       |
| Flash                                                      | 20-20  |        |       |       |        | 36-0  | 35-7   |        | 34-20 |
| Kangourous                                                 |        | 22-24  |       |       |        |       | 3-0    | 29-53  | 21-59 |
| Météores                                                   | 6-54   |        | 20-28 | 7-31  |        |       |        |        | 6-38  |
| Molosses                                                   |        | 35-8   |       | 13-10 | 12-42  |       | 41-8   |        |       |
| Templiers                                                  |        | 28-0   | F-0   | 25-7  |        |       |        | 21-7   |       |
| - Victoire à domicile - Match nul - Victoire à l'extérieur |        |        |       |       |        |       |        |        |       |

### Trophées desmeilleurs joueursFrançais et étranger

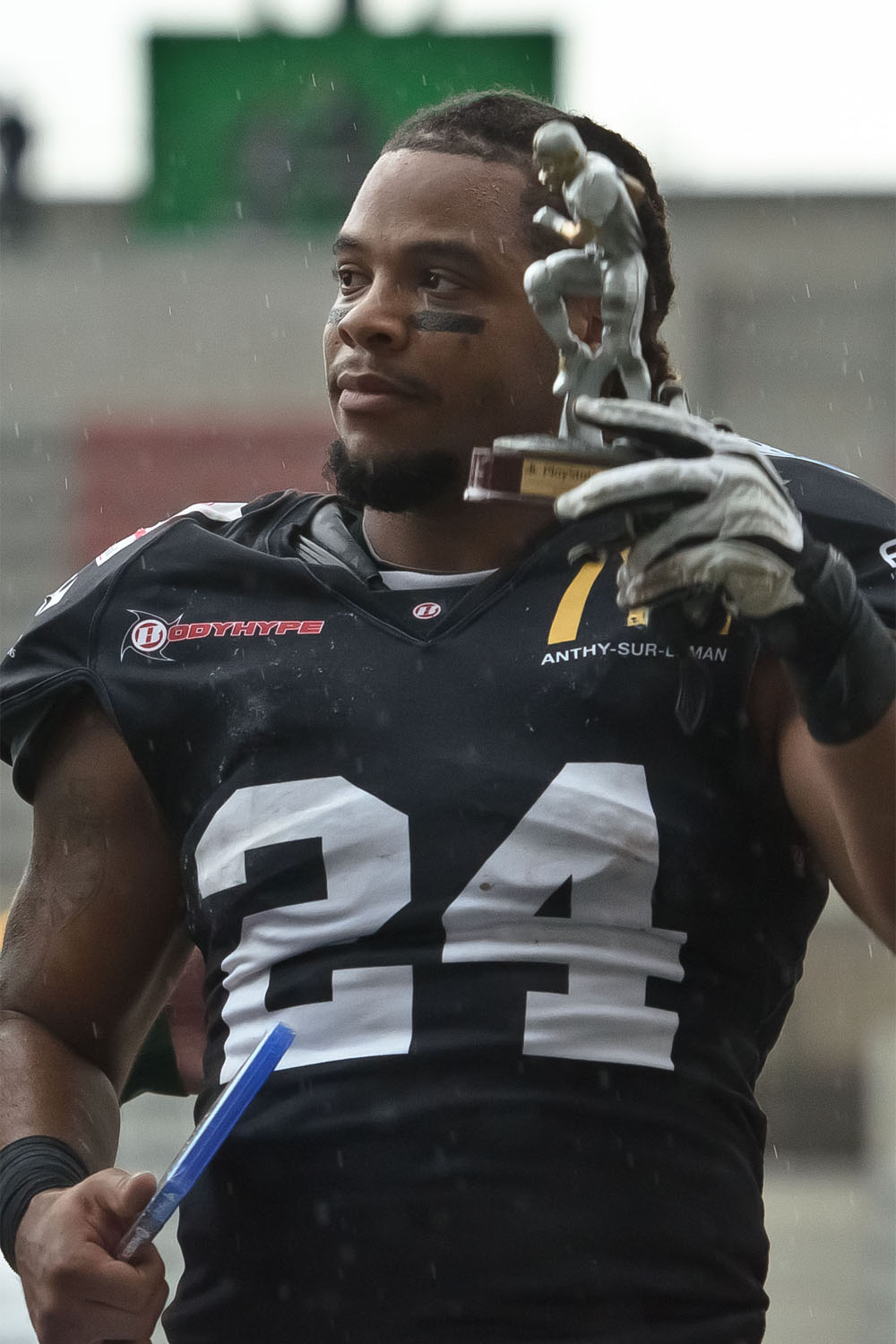
Stephen Yepmo, meilleur joueur Français 2014.

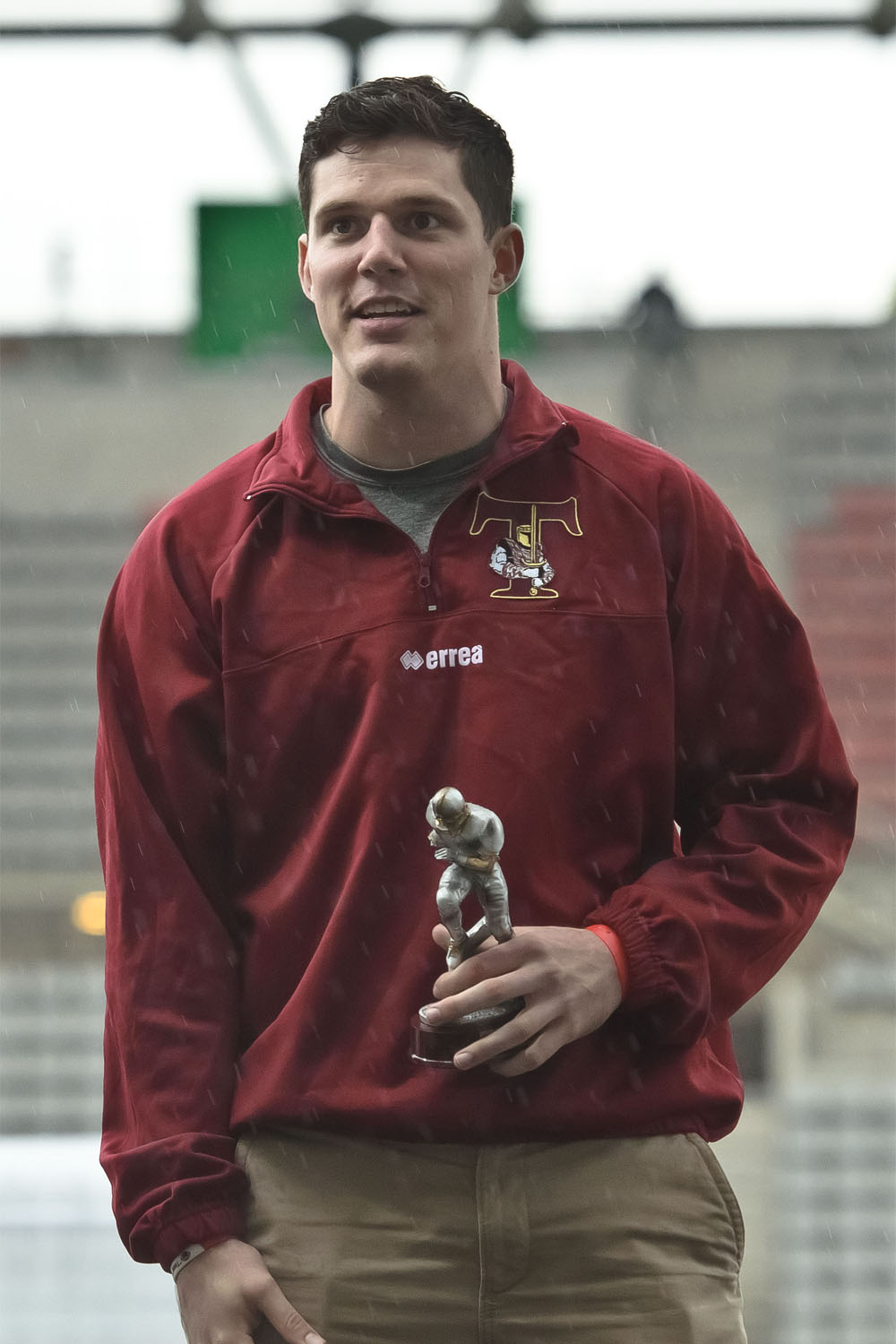
Sean Shelton, meilleur joueur étranger 2014.

- Trophée Laurent Plegelatte (meilleur joueur Français) : Stephen Yepmo (running back, Black Panthers).
- Trophée Chris Flynn (meilleur joueur étranger) : Sean Shelton (quaterback, Templiers).

## Play-off et barrages

### Barrages d'accession
| Barrage | Date         | Barragiste Casque de diamant (D1) | Score | Barragiste Casque d'or (D2)  |
| ------- | ------------ | --------------------------------- | ----- | ---------------------------- |
| Nord    | 14 juin 2014 | Templiers d'Élancourt             | 24-13 | Spartiates d'Amiens          |
| Sud     | 15 juin 2014 | Kangourous de Pessac              | 22-37 | Argonautes d'Aix-en-Provence |

### Play-off
|  | Demi-finales                    | Demi-finales                    |                              |    | Finale - Casque de Diamant XX                                                                                     | Finale - Casque de Diamant XX                                                                                     |
|  | Demi-finales                    | Demi-finales                    |                              |    | Finale - Casque de Diamant XX                                                                                     | Finale - Casque de Diamant XX                                                                                     |
|  |                                 |                                 |                              |    | | |
|  | 21 juin 2014 à Thonon-les-Bains | 21 juin 2014 à Thonon-les-Bains |                              |    | 28 juin 2014 à Paris, Stade Charléty MVP de la finale : Stephen Yepmo (RB, Black Panthers) Affluence : 2500 pers. | 28 juin 2014 à Paris, Stade Charléty MVP de la finale : Stephen Yepmo (RB, Black Panthers) Affluence : 2500 pers. |
|  | 21 juin 2014 à Thonon-les-Bains | 21 juin 2014 à Thonon-les-Bains |                              |    | 28 juin 2014 à Paris, Stade Charléty MVP de la finale : Stephen Yepmo (RB, Black Panthers) Affluence : 2500 pers. | 28 juin 2014 à Paris, Stade Charléty MVP de la finale : Stephen Yepmo (RB, Black Panthers) Affluence : 2500 pers. |
|  | [1] Black Panthers de Thonon    | 38                              |                              |    | 28 juin 2014 à Paris, Stade Charléty MVP de la finale : Stephen Yepmo (RB, Black Panthers) Affluence : 2500 pers. | 28 juin 2014 à Paris, Stade Charléty MVP de la finale : Stephen Yepmo (RB, Black Panthers) Affluence : 2500 pers. |
|  | [1] Black Panthers de Thonon    | 38                              |                              |    | 28 juin 2014 à Paris, Stade Charléty MVP de la finale : Stephen Yepmo (RB, Black Panthers) Affluence : 2500 pers. | 28 juin 2014 à Paris, Stade Charléty MVP de la finale : Stephen Yepmo (RB, Black Panthers) Affluence : 2500 pers. |
|  | [4] Dauphins de Nice            | 0                               |                              |    | 28 juin 2014 à Paris, Stade Charléty MVP de la finale : Stephen Yepmo (RB, Black Panthers) Affluence : 2500 pers. | 28 juin 2014 à Paris, Stade Charléty MVP de la finale : Stephen Yepmo (RB, Black Panthers) Affluence : 2500 pers. |
|  | [4] Dauphins de Nice            | 0                               | [1] Black Panthers de Thonon | 35 | | |
|  | 21 juin 2014 à La Courneuve     |                                 | [1] Black Panthers de Thonon | 35 | | |
|  |                                 | [3] Molosses d'Asnières         | 34                           |    | | |
|  | [2] Flash de La Courneuve       | [3] Molosses d'Asnières         | 34                           | 15 | | |
|  | [2] Flash de La Courneuve       |                                 |                              | 15 | | |
|  | [3] Molosses d'Asnières         | 18                              |                              |    | | |
|  | [3] Molosses d'Asnières         | 18                              |                              |    | | |

## Résultat
| Vainqueur Casque de diamant 2014 Black Panthers de Thonon 2e titre |